# Porto Amboim
Porto Amboim ist eine Hafenstadt in Angola. Sie liegt im Westen des Landes in der Provinz Cuanza Sul und hat 120.000 Einwohner.

## Verwaltung
Porto Amboim ist Sitz eines gleichnamigen Kreises (Município) der Provinz Cuanza Sul. Der Kreis umfasst 4370 km² mit rund 120.000 Einwohnern (Volkszählung 2014).
Zwei Gemeinden (Comunas) bilden den Kreis Porto Amboim:
- Kapolo
- Porto Amboim

## Öffentliche Einrichtungen
Instituto Superior Politécnico de Porto Amboim (ISUP) – die Polytechnische Hochschule ist eine private Einrichtung von öffentlichem Interesse, deren Gründung durch Präsidialdekret Nr. 168/12 vom 24. Juli 2012 genehmigt wurde. Schwerpunkt der Ausbildung sind die Ingenieurwissenschaften (Elektronik, Informatik, Telekommunikation und Bauingenieurwesen) sowie die Rechtswissenschaften, Betriebswirtschaft und Finanzbuchhaltung. Sie ist die einzige Hochschule in Porto Amboim.

## Verkehr
Porto Amboim ist eine von acht angolanischen Hafenstädten und Ausgangspunkt der 600-mm-spurigen Amboimbahn nach Gabela (1987 stillgelegt). Innerhalb des Stadtgebietes liegt der Flugplatz Porto Amboim. Durch Porto Amboim verläuft die wichtigste Nord-Süd-Verbindung des Landes, die Nationalstraße 100. Diese ist ausgebaut und wird derzeit erneuert.

## Söhne und Töchter der Stadt
- Viriato Francisco Clemente da Cruz (25. März 1928 – 13. Juni 1973), Politiker und Schriftsteller
- Maria Idalina de Oliveira Valente (* 1959), Politikerin
- Diamantino Pedro Azevedo (* 1963), Bauingenieur, seit 2017 Minister für mineralische Ressourcen und Erdöl
- Aldo Geraldo Manuel Monteiro (Kadú, * 1994), Fußballspieler